# Euprotomus hawaiensis
Euprotomus hawaiensis is een slakkensoort uit de familie van de Strombidae. De wetenschappelijke naam van de soort werd voor het eerst geldig gepubliceerd in 1917 door Henry Augustus Pilsbry. Deze soort heeft een status onder verzamelaars vanwege zijn zeldzaamheid. Levende exemplaren worden dan ook amper gevonden.

## Voorkomen
Euprotomus hawaiensis komt enkel voor in Hawaï. Dit op een bodem van zand en koraal puin, op een diepte van ca. 5 - 38 meter (3 - 21 vadem). De soort is vernoemd naar zijn enige vindplaats.

## Herkennen
Euprotomus hawaiensis werd lang aanzien als ondersoort van Euprotomus vomer vanwege de zeer gelijkaardige schelp. De verschillen zijn dan wel klein, maar zijn constant, zonder enige tussenvormen. Het makkelijkste om E. hawaiensis te herkennen, is het ontbreken van een donkere vlek op de columella. De mond is ook volledig wit van kleur, en heeft meer structuur dan E. vomer.